# Illa Big
L'illa Big (en anglès: Big Island) és una de les illes que formen part de l'Arxipèlag Àrtic Canadenc, a la regió de Qikiqtaaluk, del territori de Nunavut, al nord del Canadà. Situada a l'estret de Hudson, al sud de l'illa de Baffin, és una illa deshabitada. Té una superfície de 803 km².
La comunitat de Kimmirut es troba a tan sols 28 quilòmetres. Altres illes properes són Emma Island i Rabbit Island.